# Kinga Kamińska
Kinga Ewa Kamińska (ur. 29 maja 1948 w Warszawie) – polska ukrainistka, archiwistka, bibliotekarka, działaczka opozycji demokratycznej w PRL, działaczka społeczna.

## Życiorys
Córka Barbary Kojer. W 1976 roku ukończyła studia na Wydziale Rusycystyki i Slawistyki (Katedra Filologii Ukraińskiej) Uniwersytetu Warszawskiego. W latach 1972–1980 pracowała w Bibliotece Głównej Politechniki Warszawskiej, a w latach 1980–1997 była kierowniczką Biblioteki Obserwatorium Astronomicznego Uniwersytetu Warszawskiego. W latach 2001–2016 pracowała w Biurze Udostępniania i Archiwizacji Dokumentów Instytutu Pamięci Narodowej na stanowisku starszego kustosza. Obecnie jest na emeryturze.
Od września 1980 roku należała do NSZZ „Solidarność”, od początku istnienia przewodniczyła kołu w Obserwatorium Astronomicznym, następnie była sekretarzem Prezydium Komisji Zakładowej „Solidarności” na Uniwersytecie Warszawskim. W 1981 roku tłumaczyła teksty z języka ukraińskiego dla pisma „Obóz”. Jako przedstawicielka uniwersyteckiej „Solidarności” w październiku 1981 roku uczestniczyła w strajku okupacyjnym w Wyższej Szkole Inżynierskiej w Radomiu oraz na przełomie listopada i grudnia 1981 roku w strajku okupacyjnym w Wyższej Oficerskiej Szkole Pożarnictwa w Warszawie.
Od 13 grudnia 1981 roku intensywnie działała w wielu strukturach podziemnych, współpracowała m.in. z Tomaszem Chlebowskim, Ewą Kulik-Bielińską, Zuzanną Toeplitz i Robertem Olakiem. Od grudnia 1981 roku do lutego 1982 roku kolportowała biuletyn „Informacja Solidarności”. Była łączniczką struktur podziemnych. Od powstania w 1982 roku do ostatniego numeru w kwietniu 1989 roku kolportowała i organizowała grupy kolporterów „Tygodnika Mazowsze” oraz pism i książek wielu wydawnictw drugiego obiegu, w tym NOWA i Krąg. Jej biblioteka w Obserwatorium Astronomicznym stała się również biblioteką książek i czasopism niezależnych. Przewoziła z RFN i Szwecji wydawnictwa emigracyjne, sprzęt i materiały poligraficzne, m.in. w 1986 roku przywiozła maszynę elektryczną IBM dla Tygodnika „Mazowsze”.
Obecnie jest przewodniczącą Rady Fundacji „Chustka” oraz działaczką nieformalnego ruchu Obywatele RP.

## Odznaczenia
- 31 sierpnia 2013 roku Prezydent Rzeczypospolitej Polskiej Bronisław Komorowski odznaczył Kingę Kamińską Krzyżem Kawalerskim Orderu Odrodzenia Polski za wybitne zasługi w działalności na rzecz przemian demokratycznych w Polsce, za osiągnięcia w podejmowanej z pożytkiem dla kraju pracy zawodowej i społecznej[6][7].
- 28 października 2010 roku postanowieniem Prezydenta RP została odznaczona Złotym Medalem za Długoletnią Służbę.
- Postanowieniem Prezydenta RP Andrzeja Dudy z 29 października 2015 roku została odznaczona 13 listopada 2015 roku Krzyżem Wolności i Solidarności. Przyznane odznaczenie zwróciła w 2017 roku[8].
- 12 października 2019 roku otrzymała wyróżnienie im. Jerzego i Aleksandry Zubrzyckich Fundacji Polcul przyznawane osobom zaangażowanym w ruchu kultury i budowy społeczeństwa obywatelskiego w Polsce oraz współpracy z jej sąsiadami za wieloletnią i konsekwentną działalność na rzecz obrony demokracji i poszanowania Konstytucji[9].